# تپه قاباخ تپه سی کوچک
تپه قاباخ تپه سی کوچک مربوط به دوره اشکانیان است و در شهرستان کمیجان، بخش مرکزی، دهستان اسفندان، روستای چلبی واقع شده و این اثر در تاریخ ۱۸ اسفند ۱۳۸۷ با شمارهٔ ثبت ۲۵۰۷۸ به‌عنوان یکی از آثار ملی ایران به ثبت رسیده است.